# Guilherme Nunes
Guilherme Nunes da Silva (Novo Hamburgo, 12 de julho de 1998) é um futebolista brasileiro que atua como volante. Atualmente, atua pelo Aparecidense.

## Carreira
Guilherme nasceu em Novo Hamburgo (RS), mas foi criado em Imbé (RS), onde começou a jogar futebol numa escolinha chamada Santa Teresinha. Após jogar por oito anos nesta escola, foi reprovado em uma avaliação no Grêmio e aprovado no Novo Hamburgo, mas obrigado a desistir por falta de alojamento. Chegou às categorias de base do Santos em 2014 e nos anos nas categorias de formação do Alvinegro Praiano, conquistou o Campeonato Paulista Juvenil de 2014, e chegou à Seleção Brasileira Sub-17 e Sub-20.
No final de 2015, assinou seu primeiro contrato profissional. Estrou profissionalmente pelo Santos em 2018, no clássico contra o São Paulo, pelo Campeonato Paulista, ainda sob o comando de Dorival Júnior.
Em setembro de 2019, foi emprestado ao Paraná Clube.
Em 2020, foi emprestado à Portuguesa para a Campeonato Paulista da Séria A2, sendo um dos destaques do time.
Em junho de 2021, foi emprestado para o Náutico até o final da Série B. Fez apenas 7 jogos pelo time pernambucano.
Em fevereiro de 2022, se transferiu para a Ferroviária por empréstimo até o fim do Paulistão. Em sua estreia, em 8 de fevereiro, saiu do banco de reservas e definiu o empate por 1 a 1 diante do Red Bull Bragantino, na Arena Fonte Luminosa. Na equipe, fez 7 jogos e marcou este único gol.
No segundo semestre, defendeu as cores do ABC e conquistou o acesso à Série B do Brasileirão com o clube potiguar. O jogador fez 9 partidas, somando 331 minutos pelo time do Rio Grande do Norte, mas não marcou gol ou deu assistências.
No início de 2023, rescinde com o Santos e vai para o Brasil de Pelotas. Com a camisa do Peixe fez 13 jogos.
Pelo Brasil, ele foi titular em todas as partidas nas quais esteve à disposição do técnico Rogério Zimmermann na temporada, sendo 16 ao total. Em maio, rescindiu o contrato com o Xavante.
Em junho de 2023, acertou com a Aparecidense.